# Агенда 21
Агенда 21 (21 означава 21. век) је план акција у вези са одрживим развојем који је донет на конференцији у Рио де Жанеиру 1992. године и сматра се највећим дометом ове конференције. Теме ове агенде, која садржи око 500 страна и 40 поглавља су сиромаштво, заштита атмосфере, шума, водених ресурса, као и заштита дивљих и домаћих животиња. Теме су и важне области људског деловања као што су здравство и пољопривреда, а агенда се бави и другим битним проблемима, као што је одлагање отпада. У документу је посебна пажња посвећена деци и омладини, женама, пољопривредницима и предузетницима. Уједињене нације су преузеле на себе да помажу овим групама, што је представљало значајну разлику у односу на дотадашњу праксу.

## Развој и еволуција

### Агенда21 за културу (2002)
Први светски јавни скуп о култури, одржан у Порто Алегру, Бразил, 2002. године, дошао је на идеју да се успоставе смернице за локалне културне политике, што је упоредиво са оним што је Агенда 21 била за животну средину.

### Самит о одрживом развоју (2015.)
Агенда 2030, такође позната као Циљеви одрживог развоја, била је скуп циљева о којима је одлучено на Самиту УН о одрживом развоју 2015. године. Она узима све циљеве постављене Агендом 21 и поново их потврђује као основу за одрживи развој, рекавши: „Поново потврђујемо све принципе Декларације из Рија о животној средини и развоју…“ Додајући на те циљеве из оригинала документа из Рија договорено је укупно 17 циљева који се тичу истих концепата Агенде 21; људи, планета, просперитет, мир и партнерство.

## Имплементација

### Локални ниво
Спровођење Агенде 21 требало је да укључи акције на међународном, националном, регионалном и локалном нивоу. Неке националне и државне владе су донеле закон или саветовале локалне власти да предузму кораке за спровођење плана на локалном нивоу, као што је препоручено у Поглављу 28 документа. Ови програми су често познати као „Локална агенда 21“ или „ЛА21“. На пример, на Филипинима је план „Филипински агенда 21“ (ПА21). Група, ICLEI-Локалне управе за одрживост, формирана 1990. године; данас њени чланови долазе из преко 1.000 градова, насеља и округа у 88 земаља и нашироко се сматра узором имплементације Агенде 21.
Испоставило се да је Европа континент на којем је ЛА21 најбоље прихваћен и највише имплементиран. У Шведској, на пример, четири мале до средње општине на југоистоку Шведске изабране су за петогодишњу студију њихове Локалне Агенде 21 (ЛА21) која обрађује иницијативу Локалне Агенде 21.

## Регионални нивои
Одељење за одрживи развој при Одељењу за економска и социјална питања УН-а прати и оцењује напредак, од земље до земље, ка усвајању Агенде 21, и чини ове извештаје доступним јавности на својој веб страници.

### Аустралија
Аустралија је потписница Агенде 21, и 88 њених општина је претплаћено на ICLEI, организацију која промовише Агенду 21 на глобалном нивоу. Обим чланства Аустралије је на другом месту, после Сједињених Држава.

### Африка
У Африци је национална подршка Агенди 21 снажна и већина земаља је потписница. Али подршка је често уско повезана са еколошким изазовима специфичним за сваку земљу; на пример, 2002. године Сем Нуџома, који је тада био председник Намибије, говорио је о важности придржавања Агенде 21 на Самиту о Земљи 2002. године, напомињући да као полусушна земља, Намибија придаје много пажње Конвенцији Уједињених нација за борбу против дезертификације (UNCCD).

### Северна Америка

#### Сједињене Државе
Национална централна тачка у Сједињеним Државама је шеф Одсека за одрживи развој и мултилатералне послове, Канцеларија за политику животне средине, Биро за океане и међународне послове животне средине и науке, Стејт департмент САД. Анкета Америчког удружења за планирање у јуну 2012. на 1.300 гласача Сједињених Држава показала је да 9% подржава Агенду 21, око 6% јој се противи, а 85% мисли да немају довољно информација да формирају мишљење..

##### Подршка
Сједињене Државе су земља потписница Агенде 21, али пошто је Агенда 21 правно необавезујућа изјава о намерама, а не уговор, Сенат Сједињених Држава није одржао званичну дебату нити гласао о њој. Стога се не сматра законом према Члану шест Устава Сједињених Држава. Председник Џорџ Х. В. Буш био је један од 178 шефова влада који су потписали коначни текст споразума на Самиту о Земљи 1992, а исте године су представници Ненси Пелоси, Елиот Енгел и Вилијам Брумфилд говорили у знак подршке Истотобне резолуције 353 Представничког дома Сједињених Држава, која подржава имплементацију Агенде 21 у Сједињеним Државама. Основан Извршном уредбом 12852 из 1993. године, Председников савет за одрживи развој (PCSD) је изричито задужен да председнику препоручи национални акциони план за одрживи развој. ПЦСД се састоји од лидера из владе и индустрије, као и из организација за заштиту животне средине, рада и грађанских права. PCSD је поднео свој извештај „Одржива Америка: нови консензус” председнику почетком 1996. У недостатку мултисекторског консензуса о томе како постићи одрживи развој у Сједињеним Државама, PCSD је замишљен да формулише препоруке за имплементацију Агенде 21. Извршна наредба 12852 је опозвана Извршном наредбом 13138 из 1999. године. PCSD је поставио 10 заједничких циљева за подршку покрету Агенда 21:
1. Здравље и животна средина
2. Економски просперитет
3. Капитал
4. Очување природе
5. Посредништво
6. Одрживе заједнице
7. Грађански ангажман
8. Популација
9. Међународна одговорност
10. Образовање.

У Сједињеним Државама, преко 528 градова су чланови ICLEI, међународне организације за одрживост која помаже у имплементацији концепата Агенде 21 и Локалне Агенде 21 широм света. Сједињене Државе имају скоро половину глобалног чланства ICLEI-а од 1.200 градова који промовишу одрживи развој на локалном нивоу. Сједињене Државе такође имају један од најсвеобухватније документованих извештаја о статусу Агенде 21. Као одговор на опозицију, Дон Кнап, амерички портпарол ICLEI, рекао је „Одрживи развој није завера одозго према доле од стране УН, већ притисак локалних влада одоздо према горе“.

##### Опозиција
Страхови у погледу Агенде 21 су играли улогу у супротстављању напорима локалних власти да промовишу очување ресурса и земљишта, изграде бициклистичких стаза и изграде чворишта за јавни превоз. Непрофитна група ICLEI – Локалне самоуправе за одрживост САД – била је на мети активиста против Агенде 21. Исте године, страхови од Агенде 21 су „прешли у главни ток“ када је Републикански национални комитет усвојио резолуцију платформе у којој је наведено да „снажно одбацујемо Агенду 21 УН као ерозивну америчком суверенитету.“

##### Теорија завере
Десничарско друштво Џона Бирча описало је Агенду 21 као заверу, прерушену у еколошки покрет, за окончање индивидуалне слободе и успостављање једносветске владе. Активисти су веровали да је необавезујућа резолуција УН „главна осовина у завери да се човечанство потчини еко-тоталитарном режиму.“ Завера је имала корене у антиеколошкој идеологији и противљењу регулацији коришћења земљишта.
Теорије против Агенде 21 кружиле су у САД. Неки активисти покрета Чајника и други промовисали су идеју да је Агенда 21 део завере УН да се ускрате имовинска права, поткопа суверенитет САД или приморају грађани да се преселе у градове.
Глен Бек је упозорио да је Агенда 21 „бунтовничка“ завера да се светска популација смањи за 85%. Тврдио је да то представља помак ка „владиној контроли на глобалном нивоу“ и стварању „полицијске државе“ која би водила ка „тоталитаризму“. Бек је описао дистопију коју би изазвала ако би свет следио план УН у роману из 2012. године под називом Агенда 21 чији је коаутор.